# Enrique Hormazábal
Daniel Enrique Hormazábal Silva (Santiago de Chile, 6 januari 1931 – aldaar, 18 april 1999) was een profvoetballer uit Chili, die na zijn actieve loopbaan het trainersvak instapte. Hij speelde als aanvallende middenvelder. Hormazábal wordt beschouwd als een van de grootste voetballers uit de Chileense geschiedenis. Hij overleed op 68-jarige leeftijd.

## Clubcarrière
Hormazábal speelde voor Santiago Morning en Colo-Colo. Met die laatste club won hij drie landstitels. Hij kwam tot 178 duels (85 doelpunten) voor Colo-Colo.

## Interlandcarrière
Hormazábal speelde 42 officiële interlands voor Chili in de periode 1950-1963, en scoorde zeventien keer voor de nationale ploeg. Hij maakte zijn debuut in de vriendschappelijke uitwedstrijd tegen Bolivia (2-0) op 26 februari 1950 in La Paz.
Hormazábal nam onder meer deel aan twee opeenvolgende edities van de Copa América: 1955 en 1956. In beide gevallen eindigde Chili op de tweede plaats. Op 27 februari 1955 maakte hij de duizendste goal uit de geschiedenis van de Copa América in de wedstrijd tegen Ecuador (7-1).

## Erelijst
Colo-Colo
- Primera División de Chile

1956, 1960, 1963
- Copa Chile

1958